# Moreno Hofland
Moreno Hofland (Roosendaal, 31 augustus 1991) is een voormalig Nederlands wielrenner. Hofland reed voor EF Education-Nippo, Lotto Soudal, Team LottoNL-Jumbo en de opleidingsploeg van Rabobank, Rabobank Continental Team.
Na aanhoudende gezondheidsproblemen moest Hofland zijn wielercarrière in september 2021 op 30-jarige leeftijd beëindigen.

## Belangrijkste overwinningen
2009
1e en 2e etappe Trophée Centre Morbihan
Eindklassement Trophée Centre Morbihan
2011
2e en 4e etappe Kreiz Breizh Elites
2e etappe deel B Ronde van León
1e etappe Ronde van de Toekomst
2012
1e etappe Ronde van Thüringen
 Nederlands kampioen op de weg, Beloften
4e etappe Kreiz Breizh Elites
2e etappe Ronde van de Toekomst
2013
1e, 6e en 8e etappe Ronde van Hainan
Eind- en puntenklassement Ronde van Hainan
2014
4e etappe Ruta del Sol
2e etappe Parijs-Nice
Volta Limburg Classic
1e en 3e etappe Ronde van Utah
1e etappe Ronde van Hainan
2015
2e etappe Ronde van Yorkshire
3e etappe Ster ZLM Toer
2017
Famenne Ardenne Classic

## Resultaten in voornaamste wedstrijden
| Jaar | Ronde van Italië | Ronde van Frankrijk | Ronde van Spanje |
| ---- | ---------------- | ------------------- | ---------------- |
| 2013 |                  |                     |                  |
| 2014 |                  |                     | opgave           |
| 2015 | 136e             |                     |                  |
| 2016 | opgave           |                     |                  |
| 2017 | 139e             |                     |                  |
| 2018 |                  |                     |                  |
| 2019 |                  |                     |                  |

| Jaar | Milaan-San Remo | Gent-Wevelgem | Luik-Bast.‑Luik | Parijs-Tours |  | Wereldranglijsten |
| ---- | --------------- | ------------- | --------------- | ------------ |  | ----------------- |
| 2013 |                 |               |                 |              |  | 202e (UWT)        |
| 2014 |                 |               |                 |              |  | 130e (UWT)        |
| 2015 | 110e            |               | opgave          | opgave       |  | 156e (UWT)        |
| 2016 | opgave          |               |                 | 29e          |  | 159e (UWT)        |
| 2017 |                 | 62e           |                 | 134e         |  | 390e (UWT)        |
| 2018 |                 | opgave        |                 |              |  |                   |
| 2019 |                 | opgave        |                 |              |  |                   |

## Ploegen
- 2010 –  Rabobank Continental Team
- 2011 –  Rabobank Continental Team
- 2012 –  Rabobank Continental Team
- 2013 –  Belkin-Pro Cycling Team [a]
- 2014 –  Belkin-Pro Cycling Team
- 2015 –  Team LottoNL-Jumbo
- 2016 –  Team LottoNL-Jumbo
- 2017 –  Lotto Soudal
- 2018 –  Lotto Soudal
- 2019 –  EF Education First Pro Cycling
- 2020 –  EF Education First Pro Cycling
- 2021 –  EF Education-Nippo

1. ↑  Tot de Ronde van Frankrijk heette de ploeg Blanco-Pro Cycling Team, maar na het aantrekken van Belkin als hoofdsponsor werd de naam veranderd.